# Calymmanthera tenuis
Calymmanthera tenuis är en orkidéart som beskrevs av Rudolf Schlechter. Calymmanthera tenuis ingår i släktet Calymmanthera och familjen orkidéer. Inga underarter finns listade i Catalogue of Life.